# باربرا فوسار بولي
باربرا فوسار بولي (ولدت في 6 فبراير 1972) مدربة رقص على الجليد ومنافسة سابقة مع شريك ماوريتسيو مارغاليو، هي بطلة العالم لعام 2001 ، وبطلة أوروبا لعام 2001 ، والميدالية البرونزية الأولمبية لعام 2002. فازوا بتسعة ألقاب إيطالية وتنافسوا في ثلاث دورات أولمبية.